# Сараса
Сара́са (рос. Сараса) — село у складі Алтайського району Алтайського краю, Росія. Адміністративний центр Пролетарської сільської ради.

## Населення
Населення — 1054 особи (2010; 1147 у 2002).
Національний склад (станом на 2002 рік):
- росіяни — 91 %